# Maryam Yazdanfar
Maryam Yazdanfar (persiska: مریم یزدانفر), född 17 november 1980 i Teheran i Iran, är en svensk politiker (socialdemokrat) och journalist. Hon var ordinarie riksdagsledamot 2006–2013 (även tjänstgörande ersättare 2004 och 2006, samt statsrådsersättare 2006), invald för Stockholms läns valkrets. Yazdanfar var ordförande i riksdagens civilutskott 2010–2011.

## Biografi
Maryam Yazdanfar kom till Sverige och Solna med familjen 1986. Hon har en filosofie kandidatexamen i statsvetenskap från Stockholms universitet samt i journalistik från samma lärosäte (JMK). Hon har tidigare varit bland annat krönikör i Stockholmstidningen och Everyday, samt reporter och faktainsamlare på Kunskapskanalen och programmet Mera Kultur i Sveriges Television.
Yazdanfar var ordförande i Stockholms läns SSU-distrikt 2003–2006 och är ledamot i Solna kommunfullmäktige sedan 2002.
Hon är sedan mars 2013 kommunikationschef på bussbolaget Nobina Sverige.